# میوسن
| سامانه   | ردیف     | اشکوب      | میلیون سال پیش |
| -------- | -------- | ---------- | -------------- |
| کواترنری | پلیستوسن | گالئاسین   | → پس از آن     |
| نئوژن    | پلیوسن   | پیاچنزین   | ۲٫۵۸۸–۳٫۶۰۰    |
| نئوژن    | پلیوسن   | زانکلین    | ۳٫۶۰۰–۵٫۳۳۲    |
| نئوژن    | میوسن    | مسینین     | ۵٫۳۳۲–۷٫۲۴۶    |
| نئوژن    | میوسن    | تورتونین   | ۷٫۲۴۶–۱۱٫۶۰۸   |
| نئوژن    | میوسن    | سراوالین   | ۱۱٫۶۰۸–۱۳٫۶۵   |
| نئوژن    | میوسن    | لانگین     | ۱۳٫۶۵–۱۵٫۹۷    |
| نئوژن    | میوسن    | بوردیگالین | ۱۵٫۹۷–۲۰٫۴۳    |
| نئوژن    | میوسن    | آکوئیتانین | ۲۰٫۴۳–۲۳٫۰۳    |
| پالئوژن  | الیگوسن  | چاتین      | → پیش از آن    |

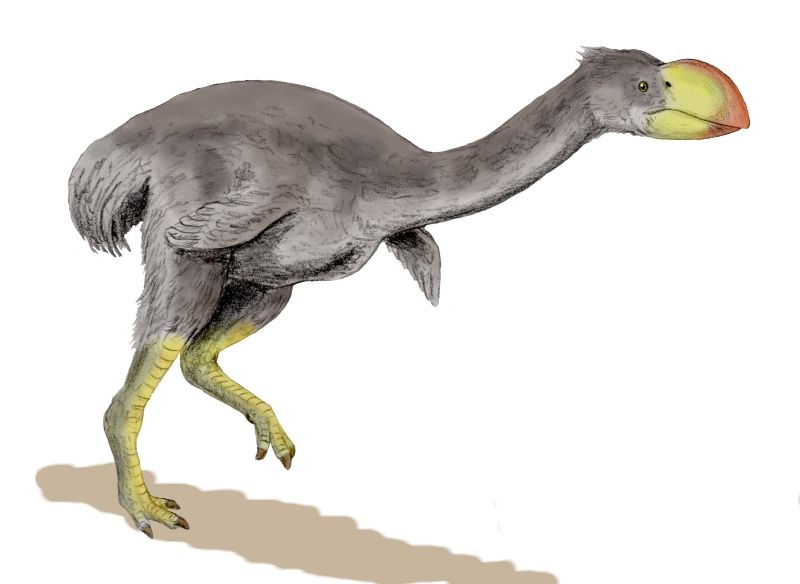
پرنده ای بدون پرواز از اواخر میوسن، استرالیا

میوسن یا مایوسن، یک دوره زمین‌شناسی از دوره نئوژن است که در زمان تقریبی ۲۳٫۰۳ تا ۵٫۳۳۳ میلیون سال پیش وجود داشته‌است. نام میوسن به پیشنهاد سر چارلز لایل گذاشته شد. این نام از دو واژه یونانی μείων (مِیئون به معنی «کم‌تر») و καινός (کاینوس به معنای «نو») گرفته شده و به معنای «کم‌تر نزدیک به دوران کنونی» است چرا که در آن هنگام تعداد گونه‌های بی‌مهرگان در جهان ۱۸ درصد کم‌تر از دوره پلیوسن بود. میووسن پس از اولیگوسن شکل گرفت و به دوره پلیوسن ختم شد و نخستین دوره نئوژن به‌شمار می‌آید.
زمین با گذر از میوسن به دوران اولیگوسن رسید. با به پایان رسیدن اولیگوسن، دوره پلیوسن پدید آمد که پس از آن زمین شاهد دوره‌هایی از عصرهای یخبندان شد. مرزهای زمانی میان میوسن را پدیده‌های بزرگ در مقیاس جهانی تشکیل نمی‌دهند بلکه مرزهایی زمانی به صورت منطقه‌ای هستند که تفاوت میان اولیگوسن گرمتر و پلیوسن سردتر را مشخص می‌کنند.
گیاهان و جانداران میوسن به نسبت نوین بودند. پستانداران و پرندگان تا آن هنگام به خوبی شکل گرفته بودند. نهنگها، خوک‌های دریایی، و کتانجکها در زمین پراکنده شده بودند. دوره میوسن از آن رو برای دانشمندان منبع کنجکاوی است که بالا آمدن رشته کوه‌های هیمالیا در این دوره شکل گرفت؛ پدیده‌ای که خود باعث ایجاد باران‌های موسمی در شبه‌جزیره هند شد و با یخ‌بندان‌های نیمکره شمالی ارتباط داشت.